# 斯科特·加洛威
斯科特·加洛威（英語：Scott Galloway；1995年4月25日—）是一位澳大利亞足球運動員。在場上的位置是後衛。他現在效力於澳大利亞職業足球聯賽球隊墨爾本城。他也代表澳大利亞U23國家足球隊參賽。